# 臺灣維吾爾族
臺灣維吾爾族，是中華民國人口相當稀少的族群，屬於外省族群。

## 知名人物
- 堯樂博士：中國國民黨黨員，前新疆省主席（任期：1950 - 1971年）
- 堯道宏：堯樂博士兒子，中國國民黨黨員，前新疆省政府辦事處主任（任期：1971 - ？）[1]
- 阿不都拉：第一屆中華民國立法委員
- 愛美娜：制憲國民大會代表、第一屆中華民國立法委員
- 吾爾開希：六四民運領導人之一
- 張韶涵：台灣女歌手[註 1]